# بروک ویلکینز
بروک ویلکینز (انگلیسی: Brooke Wilkins؛ زادهٔ ۶ ژوئن ۱۹۷۴) بازیکن سافت‌بال اهل استرالیا است.